# 帕諾拉縣 (密西西比州)
帕諾拉縣（英語：Panola County）位美國密西西比州西北部的一個縣。面積1,826平方公里。根据美國2000年人口普查，共有人口34,274人。縣治薩迪斯 （Carthage）和貝茨維爾 （Batesville）。
成立於1836年2月9日。縣名是喬克托語「棉花」的意思。